# Danh sách chất thức thần
Đây là danh sách các chất thức thần thuộc nhiều nhóm hóa học khác nhau, bao gồm cả hợp chất tự nhiên và tổng hợp. Các hợp chất xuất hiện trong tự nhiên được đánh dấu bằng †.

## Chất thức thần serotonergic (đồng vận thụ thể serotonin 5-HT2A)
- Indol
  - Tryptamine (cụ thể hơn là tryptamine alkyl hóa)
    - Psilocin†, còn được gọi là '4-HO-DMT'; thành phần hoạt tính khác của chi nấm Psilocybe
    - Psilocybin†, còn được gọi là '4-PO-DMT'; thành phần hoạt tính chính của chi nấm Psilocybe
    - Bufotenin†, còn được gọi là '5-HO-DMT' và dimethylserotonin;; một thành phần khác của da và nọc của cóc Sông Colorado, hoạt tính thức thần của nó còn bị tranh cãi; cũng là chất chuyển hóa của 5-MeO-DMT
    - Baeocystin†, còn được gọi là '4-PO-NMT'; thành phần hoạt tính khác của chi nấm Psilocybe; hoạt tính thức thần của nó còn bị tranh cãi
    - Aeruginascin†, còn được gọi là '4-PO-N-TMT', thành phần hoạt tính của nấm Inocybe aeruginascens
    - 5-MeO-DMT†, thành phần hoạt tính chính của da và nọc của cóc Sông Colorado, tiền chất của bufotenin qua khử methyl hóa
    - N,N-Dimethyltryptamine†, còn được gọi là 'DMT'; thành phần hoạt tính chính của chế phẩm ayahuasca của người Mỹ bản địa; hiện diện nội sinh ở nhiều loại thực vật và động vật, bao gồm con người, có thể là chất dẫn truyền thần kinh dạng amin vết.
    - 5-Bromo-DMT†
    - N-Methyl-N-ethyltryptamine, còn được gọi là 'MET'
    - N-Methyl-N-isopropyltryptamine, còn được gọi là 'MiPT'
    - N-Methyl-N-propyltryptamine, còn được gọi là 'MPT'
    - N,N-Diethyltryptamine, còn được gọi là 'DET'
    - N-Ethyl-N-isopropyltryptamine, còn được gọi là 'EiPT'
    - N-Methyl-N-butyltryptamine, còn được gọi là 'MBT'
    - N-Propyl-N-isopropyltryptamine, còn được gọi là 'PiPT'
    - N,N-Dipropyltryptamine, còn được gọi là 'DPT'
    - N,N-Diisopropyltryptamine, còn được gọi là 'DiPT'
    - N,N-Diallyltryptamine, còn được gọi là 'DALT'
    - N,N-Dibutyltryptamine, còn được gọi là 'DBT'
    - N-Ethyltryptamine, còn được gọi là 'NET'
    - N-Methyltryptamine†, còn được gọi là 'NMT'; hoạt tính thức thần của nó còn bị tranh cãi
    - Trimethyltryptamine, còn được gọi là 'TMT' (2,N,N-TMT, 5,N,N-TMT, và 7,N,N-TMT)
    - α-Methyltryptamine, còn được gọi là 'αMT' và 'AMT'; cũng có hoạt tính entactogenic
    - α-Ethyltryptamine, còn được gọi là 'αET' và 'AET'; cũng có hoạt tính entactogenic
    - α,N-DMT
    - α,N,N-Trimethyltryptamine, còn được gọi là 'α-TMT'
    - Ethocybin, còn được gọi là '4-PO-DET', 'CEY-19', và 'CEY-39'
    - 4-HO-MET, còn được gọi là 'Metocin', 'Methylcybin', và 'Colour'
    - 4-HO-DET, còn được gọi là 'Ethocin' và 'CZ-74'
    - 4-HO-MPT, còn được gọi là 'Meprocin'
    - 4-HO-MiPT, còn được gọi là 'Miprocin'
    - 4-HO-MALT
    - 4-HO-DPT, còn được gọi là 'Deprocin'
    - 4-HO-DiPT, còn được gọi là 'Iprocin'
    - 4-HO-DALT, còn được gọi là 'Daltocin'
    - 4-HO-DBT
    - 4-HO-DSBT
    - 4-HO-αMT
    - 4-HO-MPMI, còn được gọi là 'Lucigenol'
    - 4-HO-TMT
    - 4-HO-1,N,N-TMT, còn được gọi là '1-Me-4-HO-DMT' và '1-methylpsilocin'
    - 4-HO-5-MeO-DMT, còn được gọi là 'Psilomethoxin'
    - 4-AcO-DMT, còn được gọi là 'psiloacetin'
    - 4-AcO-MET, còn được gọi là 'Metacetin'
    - 4-AcO-MiPT
    - 4-AcO-MALT
    - 4-AcO-DET, còn được gọi là 'Ethacetin'
    - 4-AcO-EiPT, còn được gọi là 'Ethipracetin'
    - 4-AcO-DPT, còn được gọi là 'Depracetin'
    - 4-AcO-DiPT, còn được gọi là 'Ipracetin'
    - 4-AcO-DALT, còn được gọi là 'Daltacetin'
    - 4-MeO-DMT
    - 4-MeO-MiPT
    - 5-MeO-NMT†
    - 5-MeO-MET
    - 5-MeO-MPT
    - 5-MeO-MiPT, còn được gọi là 'Moxy'; cũng có hoạt tính entactogenic
    - 5-MeO-MALT
    - 5-MeO-DET
    - 5-MeO-EiPT
    - 5-MeO-EPT
    - 5-MeO-PiPT
    - 5-MeO-DPT
    - 5-MeO-DiPT, còn được gọi là 'Foxy Methoxy'
    - 5-MeO-DALT
    - 5-MeO-αMT, cũng có hoạt tính entactogenic
    - 5-MeO-αET, cũng có hoạt tính entactogenic
    - 5-MeO-MPMI
    - 5-MeO-2,N,N-TMT , còn được gọi là 'Indomethacin' và 'Indapex'
    - 5-MeO-7,N,N-TMT
    - 5-MeO-a,N-DMT, còn được gọi là 'α,N,O-TMS'
    - 4-F-5-MeO-DMT
    - 5-MeS-DMT
    - 5-Me-MiPT, hoạt tính thức thần của nó còn bị tranh cãi
    - 5-HO-DiPT
    - 2-α-DMT
    - 2-Me-DET
    - 4-Me-αMT
    - 4-Me-αET, cũng có hoạt tính entactogenic
    - 7-Me-αET, cũng có hoạt tính entactogenic
    - 4,5-DHP-AMT, còn được gọi là 'AL-37350A'
    - 4,5-DHP-DMT
    - 4,5-MDO-DMT
    - 4,5-MDO-DiPT
    - 5,6-MDO-DiPT
    - 5,6-MDO-MiPT
    - 5-Fluoro-αMT, cũng có hoạt tính entactogenic
    - 6-Fluoro-αMT
    - 6-Fluoro-DMT
    - N,N-Tetramethylenetryptamine, còn được gọi là 'Pyr-T'
    - 4-HO-pyr-T
    - 5-MeO-pyr-T
    - RU-28306, còn được gọi là '4,a-Methylene-N,N-DMT'
    - O-4310, còn được gọi là '6-Fluoro-1-Isopropyl-4-HO-DMT'
    - CP-132,484, còn được gọi là '4,5-DHP-1-Methyltryptamine'

  - Dẫn xuất benzofuran (không phải tryptamine về mặt kỹ thuật)
    - Dimemebfe, còn được gọi là '5-MeO-BFE'
    - 5-MeO-DiBF

  - Ibogoids (có thể phân loại là tryptamine phức)
    - Ibogaine†
    - Voacangine†

  - Ergoline (cụ thể hơn là lysergamides, cũng có thể phân loại là tryptamine phức; cũng có sườn phenethylamine)
    - Lysergic acid diethylamide, còn được gọi là 'LSD' và 'acid'
    - Lysergic acid amide†, còn được gọi là 'LSA' và 'ergine'
    - N1-Methyl-lysergic acid diethylamide, còn được gọi là 'MLD-41'
    - N-Acetyl-lysergic acid diethylamide, còn được gọi là 'ALD-52'
    - 1-Propionyl-lysergic acid diethylamide, còn được gọi là '1P-LSD'
    - 1‐cyclopropanoyl‐d‐lysergic acid diethylamide, còn được gọi là '1cP-LSD'
    - 1-valeryl-D-lysergic acid diethylamide, còn được gọi là '1V-LSD'
    - 6-Allyl-6-nor-lysergic acid diethylamide, còn được gọi là 'AL-LAD'
    - 6-Butyl-6-nor-lysergic acid diethylamide, còn được gọi là 'BU-LAD'
    - 6-Ethyl-6-nor-lysergic acid diethylamide, còn được gọi là 'ETH-LAD'
    - 1-Propionyl-6-Ethyl-6-nor-lysergic acid diethylamide, còn được gọi là '1P-ETH-LAD'
    - 6-Propyl-6-nor-lysergic acid diethylamide, còn được gọi là 'PRO-LAD'
    - 6-Cyclopropyl-6-nor-lysergic acid diethylamide, còn được gọi là 'CYP-LAD'
    - 6-nor-Lysergic acid diethylamide, còn được gọi là 'PARGY-LAD'
    - Lysergic acid ethylamide, còn được gọi là 'LAE-32'
    - Lysergic acid α-hydroxyethylamide†, còn được gọi là 'LSH' và 'LAH'
    - Lysergic acid 2-butyl amide, còn được gọi là 'LSB'
    - Lysergic acid 3-pentyl amide, còn được gọi là 'LSP'
    - Lysergic acid methyl ester, còn được gọi là 'LSME'
    - Lysergic acid 2,4-dimethylazetidide, còn được gọi là 'LSZ' và 'LA-SS-Az'
    - Lysergic acid piperidine, còn được gọi là 'LSD-Pip'; hoạt tính thức thần của nó còn bị tranh cãi
    - N,N-Dimethyl-lysergamide, còn được gọi là 'DAM-57'
    - Methylisopropyllysergamide, còn được gọi là 'MIPLA'
    - N,N-Diallyllysergamide, còn được gọi là 'DAL'
    - N-Pyrrolidyllysergamide, còn được gọi là 'LPD-824'
    - N-Morpholinyllysergamide, còn được gọi là 'LSM-775'
    - 1-methyl-lysergic acid butanolamide, còn được gọi là 'Methysergide'
    - Lysergic acid β-propanolamide†, còn được gọi là 'Ergonovine' và 'Ergometrine'
    - Lysergic acid 1-butanolamide†, còn được gọi là 'Methylergonovine', 'Methergine', và 'Methylergometrine'
- Phenethylamine (cụ thể hơn là phenethylamine alkoxy-hóa)
  - Phenethylamine thay thế
    - Mescaline†, thành phần hoạt tính chính của vài loài xương rồng, như peyote và Xương rồng San Pedro
    - Lophophine†, còn được gọi là 'MMDPEA'; thành phần hoạt tính khác của vài loài xương rồng, như peyote và Xương rồng San Pedro (Trichocereus macrogonus var. pachanoi, đồng nghĩa Echinopsis pachanoi); cũng có hoạt tính entactogenic
    - Isomescaline
    - Cyclopropylmescaline
    - Thioisomescaline (2-TIM, 3-TIM, và 4-TIM)
    - 4-Desoxymescaline
    - Jimscaline
    - Escaline
    - Metaescaline
    - Thiometaescaline (3-TME, 4-TME, và 5-TME)
    - Trisescaline
    - Thiotrisescaline (3-T-TRIS và 4-T-TRIS)
    - Symbescaline
    - Asymbescaline
    - Thiosymbescaline (3-TSB và 4-TSB)
    - Phenescaline
    - Allylescaline, còn được gọi là 'AL'
    - Methallylescaline
    - Proscaline
    - Isoproscaline
    - Metaproscaline
    - Thioproscaline
    - Buscaline
    - Thiobuscaline
    - α-ethylmescaline, còn được gọi là 'AEM'
    - Ariadne, còn được gọi là 'α-Et-DOM', '4C-D', và 'Dimoxamine'
    - Macromerine
    - MEPEA
    - TOM (2-TOM và 5-TOM)
    - Bis-TOM
    - TOMSO, còn được gọi là '2-methoxy-4-methyl-5-methylsulfinylamphetamine'
    - TOET (2-TOET và 5-TOET)
    - BOH
    - BOM, còn được gọi là 'β-Methoxy-mescaline'
    - β-D
    - 4-D
    - DME
    - F-2
    - F-22
    - FLEA, còn được gọi là 'MDHMA'
    - MDPH
    - MDMP
    - Propynyl
    - Họ 2C (2,5-dimethoxy, 4-substituted phenethylamine)
      - βk-2C-B
      - 2C-B
      - 2CB-2EtO
      - 2CB-5EtO
      - 2CB-diEtO
      - 2C-B-FLY
      - 2C-B-BUTTERFLY
      - 2C-C
      - 2C-D
      - 2CD-2EtO
      - 2CD-diEtO
      - 2CD-5EtO
      - 2C-E
      - 2C-EF
      - 2C-F
      - 2C-G (2C-G-1, 2C-G-2, 2C-G-3, 2C-G-4, 2C-G-5, 2C-G-6, và 2C-G-N)
      - 2C-H
      - 2C-I
      - 2CI-2EtO
      - 2C-iP
      - 2C-N
      - 2C-O
      - 2C-O-4
      - 2C-P
      - 2C-SE
      - 2C-T
      - 2CT-5EtO
      - 2C-T-2
      - 2CT-2-2EtO
      - 2CT-2-5EtO
      - 2CT-2-diEtO
      - 2C-T-4 (2C-T-4 và Ψ-2C-T-4)
      - 2CT-4-2EtO
      - 2C-T-7
      - 2CT-7-2EtO
      - 2C-T-8
      - 2C-T-9
      - 2C-T-13
      - 2C-T-15
      - 2C-T-16
      - 2C-T-17
      - 2C-T-19,
      - 2C-T-21
      - 2C-TFM
      - 2C-YN
      - BOB, còn được gọi là 'β-Methoxy-2C-B'
      - BOD, còn được gọi là 'β-Methoxy-2C-D'
      - BOHD, còn được gọi là 'β-Hydroxy-2C-D'
      - HOT-2
      - HOT-7
      - HOT-17
      - Dẫn xuất Indane (không phải phenethylamine về mặt kỹ thuật)
        - 2CB-Ind

      - Dẫn xuất Benzocyclobutene (không phải phenethylamine về mặt kỹ thuật)
        - 2C-BCB, còn được gọi là 'TCB-2'

      - Dẫn xuất NBOMe
        - NBOMe-mescaline
        - 2C-H-NBOMe, còn được gọi là '25H-NBOMe'
        - 2C-C-NBOMe, còn được gọi là '25C-NBOMe'
        - 2CBCB-NBOMe, còn được gọi là 'NBOMe-TCB-2'
        - 2CBFly-NBOMe, còn được gọi là 'Cimbi-31'
        - 2C-B-NBOMe, còn được gọi là '25B-NBOMe', 'M25B-NBOMe', 'BOM 2-CB', 'Cimbi-36', 'Nova', or 'New Nexus'
        - 2C-I-NBOMe, còn được gọi là '25I-NBOMe', 'Cimbi-5', "Solaris", or "N-Bomb"
        - 2C-TFM-NBOMe, còn được gọi là '25TFM-NBOMe'
        - 2C-D-NBOMe, còn được gọi là '25D-NBOMe'
        - 2C-G-NBOMe, còn được gọi là '25G-NBOMe'
        - 2C-E-NBOMe, còn được gọi là '25E-NBOMe'
        - 2C-P-NBOMe, còn được gọi là '25P-NBOMe'
        - 2C-iP-NBOMe, còn được gọi là '25iP-NBOMe'
        - 2C-CN-NBOMe, còn được gọi là '25CN-NBOMe'
        - 2C-N-NBOMe, còn được gọi là '25N-NBOMe'
        - 2C-T-NBOMe, còn được gọi là '25T2-NBOMe'
        - 2C-T-4-NBOMe, còn được gọi là '25T4-NBOMe'
        - 2C-T-7-NBOMe, còn được gọi là '25T7-NBOMe'
        - DMBMPP, analogue 2-benzylpiperidine của 25B-NBOMe

      - Dẫn xuất NBOH
        - 2C-C-NBOH, còn được gọi là '25C-NBOH' và 'NBOH-2CC'
        - 2C-B-NBOH, còn được gọi là '25B-NBOH'
        - 2C-I-NBOH, còn được gọi là '25I-NBOH'
        - 2C-CN-NBOH, còn được gọi là '25CN-NBOH' và 'NBOH-2C-CN'

      - Dẫn xuất NBMD
        - 2C-I-NBMD, còn được gọi là '25I-NBMD'

      - Dẫn xuất NBF
        - 2C-C-NBF, còn được gọi là '25C-NBF'
        - 2C-B-NBF, còn được gọi là '25B-NBF'
        - 2C-I-NBF, còn được gọi là '25I-NBF'

  - Amphetamine thay thế (alpha-methyl-phenethylamine)
    - 3C family (3,5-dimethoxy, 4-substituted amphetamine)
      - 3C-E
      - 3C-P
      - 3C-DFE
      - 3C-BZ

    - DOx family (2,5-dimethoxy, 4-substituted amphetamine)
      - DOAM
      - DOB
      - Meta-DOB
      - Methyl-DOB
      - DOBU
      - DOC
      - DOEF
      - DOET, còn được gọi là 'DOE'
      - DOI
      - DOM, còn được gọi là 'STP'
      - Ψ-DOM
      - DON
      - DOPR
      - DOiPR
      - DOT, còn được gọi là 'Aleph' (Aleph-2, Aleph-4, Aleph-6, và Aleph-7)
      - Meta-DOT
      - Ortho-DOT
      - DOTFM

    - Dẫn xuất Phenylcyclopropylamine (không phải amphetamine về mặt kỹ thuật)
      - DMCPA

    - DMMDA
    - DMMDA-2
    - 2,5-dimethoxy-3,4-dimethylamphetamine, còn được gọi là 'Ganesha'; (G-3, G-4, G-5, và G-N)
    - 4-methyl-2,5-dimethoxymethamphetamine, còn được gọi là 'Beatrice', 'MDO-D', và 'MDOM'
    - 2,N-dimethyl-4,5-methylenedioxyamphetamine, còn được gọi là 'Madam-6'
    - Dimethoxyamphetamine (2,4-DMA, 2,5-DMA, và 3,4-DMA)
    - Trimethoxyamphetamine (TMA-2, TMA-6)
    - Tetramethoxyamphetamine
    - Br-DragonFLY
    - TFMFly
    - 2-Bromo-4,5-methylenedioxyamphetamine
    - 4-Bromo-3,5-dimethoxyamphetamine
    - EEE
    - EEM
    - EME
    - EMM
    - EDMA
    - EIDA
    - Ethyl-J, còn được gọi là 'EBDB'
    - Methyl-J, còn được gọi là 'MDMB'
    - Ethyl-K, còn được gọi là 'EBDP'
    - Methyl-K, còn được gọi là 'MBDP' và 'UWA-91'
    - IDNNA
    - Iris
    - MDAI
    - MDMAI
    - MDAT
    - MDMAT
    - MDAL
    - MDBU
    - MDBZ
    - MDDM
    - MDIP
    - MDMEOET
    - MDMEO
    - MDOH, còn được gọi là 'MDH'
    - MDHOET
    - MDPL
    - MDCPM
    - MDPR
    - MEDA
    - MEM
    - Methyl-DMA
    - MMDA, còn được gọi là '3-methoxy-MDA' (2T-MMDA-3a và 4T-MMDA-2)
    - MMDA-2
    - 5-Methyl-MDA
    - MEE
    - MME
    - MPM
    - DiFMDA
    - 5-APB
    - 6-APB, còn được gọi là 'Benzofury'
    - 5-APDB
    - 6-APDB
    - 5-MAPB
    - 5-MAPDB
    - 6-MAPDB, hoạt tính thức thần của nó còn bị tranh cãi
    - 6-MAPB
    - 6-EAPB
    - 5-EAPB
    - Para-Methoxyamphetamine, còn được gọi là 'PMA' và '4-MA'
    - Paramethoxymethamphetamine, còn được gọi là 'PMMA', 'Methyl-MA', và '4-MMA'
    - 4-Ethylamphetamine, còn được gọi là '4-EA'
    - 3-Methoxy-4-methylamphetamine, còn được gọi là 'MMA'
    - 4-Methylmethamphetamine, còn được gọi là '4-MMA'
    - 4-Methylthioamphetamine, còn được gọi là '4-MTA'
    - 4-Fluoroamphetamine, còn được gọi là '4-FA', 'PAL-303', 'Flux', 'Flits', 'R2D2', và 'Miley'
    - Norfenfluramine, còn được gọi là '3-TFMA'
    - Para-Iodoamphetamine, còn được gọi là 'PIA', '4-iodoamphetamine', và '4-IA'
    - Para-Chloroamphetamine, còn được gọi là 'PCA', '4-chloroamphetamine', và '4-CA'
- Benzoxazine (cụ thể hơn là benzoxazine cyclopropylethynyl-hóa)
  - Benzoxazine thay thế
    - Efavirenz, thành phần hoạt tính của Sustiva, Stocrin, và Efavir

## Empathogen/entactogen (tác nhân giải phóng serotonin (5-HT))
- Methylenedioxy-phenethylamine thay thế (MDxx)
  - MDMA, còn được gọi là 'Molly', và 'Mandy'
  - MDA, còn được gọi là 'Sass'
  - 2,3-MDA, còn được gọi là 'ORTHO-MDA'
  - 5-Methyl-MDA
  - MMDA, còn được gọi là '3-methoxy-MDA'
  - MDEA, còn được gọi là 'MDE'
  - MBDB
  - MDAL
  - MDBU
  - MDBZ
  - MDDM
  - MDIP
  - MDMEOET
  - MDMEO
  - MDOH, còn được gọi là 'MDH'
  - MDHOET
  - MDPL
  - MDCPM
  - MDPR
  - BDB, còn được gọi là 'MDB' và 'J'
  - MMDA-2
  - DiFMDA
  - EIDA
  - Ethyl-K, còn được gọi là 'EBDP'
  - Lophophine†, còn được gọi là 'MMDPEA'; thành phần hoạt tính chính của vài loài xương rồng, như peyote và Trichocereus macrogonus var. pachanoi (Xương rồng San Pedro)
- Amphetamine thay thế (tính riêng; hầu hết các methylenedioxy-phenethylamine cũng trùng trong phân loại này)
  - EDMA
  - Para-Methoxyamphetamine, còn được gọi là 'PMA'
  - Paramethoxymethamphetamine, còn được gọi là 'PMMA' và 'Methyl-MA'
  - 4-Ethylamphetamine, còn được gọi là '4-EA'
  - 3-Methoxy-4-methylamphetamine, còn được gọi là 'MMA'
  - 4-Methylmethamphetamine, còn được gọi là '4-MMA'
  - 4-Methylthioamphetamine, còn được gọi là '4-MTA'
  - 4-Fluoroamphetamine, còn được gọi là '4-FA', 'PAL-303', 'Flux', 'Flits', 'R2D2', và 'Miley'
  - Norfenfluramine, còn được gọi là '3-TFMA'
  - Para-Iodoamphetamine, còn được gọi là 'PIA', '4-iodoamphetamine', và '4-IA'
  - Para-Chloroamphetamine, còn được gọi là 'PCA', '4-chloroamphetamine', và '4-CA'
- Cathinone thay thế
  - Methylone, còn được gọi là 'bk-MDMA' và 'MDMC'
  - Ethylone, còn được gọi là 'bk-MDEA' và 'MDEC'
  - Eutylone, còn được gọi là 'bk-EBDB'
  - Butylone, còn được gọi là 'bk-MBDB'
  - Pentylone, còn được gọi là 'bk-Methyl-K' và 'bk-MBDP'
  - 4-Ethylmethcathinone, còn được gọi là '4-EMC'
  - 3-Methylmethcathinone, còn được gọi là '3-MMC'
- Benzofuran thay thế
  - 5-APB
  - 6-APB
  - 5-APDB
  - 6-APDB
  - 5-MAPB
  - 5-MAPDB
  - 6-MAPDB, hoạt tính thức thần của nó còn bị tranh cãi
  - 6-MAPB
  - 5-EAPB
  - 6-EAPB
  - 5-MBPB
- Tetralin thay thế
  - MDAT
  - MDMAT
  - 6-CAT
  - Tetralinylaminopropane, còn được gọi là 'TAP' và '6-APT'
- Indane thay thế
  - Trifluoromethylaminoindane, còn được gọi là 'TAI'
  - Ethyltrifluoromethylaminoindane, còn được gọi là 'ETAI'
  - 5-Iodo-2-aminoindane, còn được gọi là '5-IAI'
  - MMAI
  - MDAI
  - MDMAI
  - Indanylaminopropane, còn được gọi là '5-APDI' và 'IAP'
- Naphthalene thay thế
  - Naphthylaminopropane, còn được gọi là 'NAP' và 'PAL-287'
- Phenylisobutylamine thay thế (alpha-ethyl-phenethylamine)
  - 4-chlorophenylisobutylamine, còn được gọi là '4-chloro-α-ethylphenethylamine', '4-CAB', và 'AEPCA'
  - 4-Methylphenylisobutylamine, còn được gọi là '4-MAB'
  - Ariadne, còn được gọi là 'α-Et-DOM', '4C-D', và 'Dimoxamine'
- Tryptamine thay thế-alpha (-alkyl hóa) 
  - α-methyltryptamine, còn được gọi là 'αMT' và 'AMT'
  - 5-MeO-αMT
  - α-ethyltryptamine, còn được gọi là 'αET' và 'AET'
  - 4-Me-αET
  - 7-Me-αET
  - 5-MeO-αET
  - 5-MeO-MiPT

## Cannabinoid (phối tử của thụ thể CB-1 cannabinoid)
- Phytocannabinoid
  - Δ9-THC†, đồng vận;[1][2]
    - 11-hydroxy-Δ9-THC, đồng vận[3] không phải là một phytocannabinoid về mặt kỹ thuật

  - CBD†[4]
  - CBN†
  - THCV†
- Cannabinoid tổng hợp
  - (C6)-CP 47,497
  - (C9)-CP 47,497
  - 1-Butyl-3-(2-methoxybenzoyl)indole
  - 1-Butyl-3-(4-methoxybenzoyl)indole
  - 1-Pentyl-3-(2-methoxybenzoyl)indole
  - 2-Isopropyl-5-methyl-1-
(2,6-dihydroxy-4-nonylphenyl)cyclohex-1-ene
  - 4-HTMPIPO
  - 4-Nonylphenylboronic acid
  - 5Br-UR-144
  - 5Cl-APINACA
  - 5Cl-UR-144
  - 5F-3-pyridinoylindole
  - 5F-AB-FUPPYCA
  - 5F-ADB-PINACA
  - 5F-ADBICA
  - 5F-ADB
  - 5F-AMB
  - 5F-APINACA
  - 5F-CUMYL-PINACA
  - 5F-EMB-PINACA
  - 5F-NNE1
  - 5F-PB-22
  - 5F-PCN
  - 5F-PY-PICA
  - 5F-PY-PINACA
  - 5F-SDB-006
  - HHC
  - A-796,260
  - A-834,735
  - A-836,339
  - A-955,840
  - A-40174
  - A-41988
  - A-42574
  - AB-001
  - AB-CHFUPYCA
  - AB-CHMFUPPYCA
  - AB-CHMINACA
  - AB-FUBICA
  - AB-FUBINACA 2-fluorobenzyl isomer
  - AB-FUBINACA
  - AB-PICA
  - AB-PINACA
  - Abnormal cannabidiol
  - ADAMANTYL-THPINACA
  - ADB-CHMINACA
  - ADB-FUBICA
  - ADB-FUBINACA
  - ADB-PINACA
  - ADBICA
  - ADSB-FUB-187
  - Ajulemic acid
  - AM-087
  - AM-411
  - AM-630
  - AM-630
  - AM-679
  - AM-694
  - AM-855
  - AM-883
  - AM-905
  - AM-906
  - AM-919
  - AM-926
  - AM-938
  - AM-1220
  - AM-1221
  - AM-1235
  - AM-1241
  - AM-1248
  - AM-1346
  - AM-1387
  - AM-1714
  - AM-2201
  - AM-2232
  - AM-2233
  - AM-2389
  - AM-4030
  - AM-4113
  - AM-6527
  - AM-6545
  - AM-251
  - AM-281
  - AM-404
  - AMB-CHMINACA
  - AMB-FUBINACA
  - AMG-1
  - AMG-3
  - AMG-36
  - AMG-41
  - APICA
  - APINACA, còn được gọi là 'AKB48'
  - APP-FUBINACA
  - Arachidonoyl serotonin
  - ACEA
  - ACPA
  - Arvanil
  - AZ-11713908
  - BAY 38-7271
  - BAY 59-3074
  - BIM-018
  - Biochanin A
  - BML-190
  - Nabidrox (Canbisol)
  - Cannabicyclohexanol
  - Cannabipiperidiethanone
  - CAY-10401
  - CAY-10429
  - CAY-10508
  - CB-13
  - CB-25
  - CB-52
  - CB-86
  - CB-86
  - CBS-0550
  - CP 47,497
  - CP 55,244
  - CP 55,940
  - CUMYL-5F-PICA
  - CUMYL-BICA
  - CUMYL-PICA
  - CUMYL-PINACA
  - CUMYL-THPINACA
  - Dexanabinol, còn được gọi là 'HU-211'
  - Dimethylheptylpyran, còn được gọi là 'DMHP'
  - Drinabant, còn được gọi là 'AVE1625'
  - Dronabinol
  - EAM-2201
  - EMB-FUBINACA
  - FAB-144
  - FDU-NNE1
  - FDU-PB-22
  - FUB-144
  - FUB-APINACA
  - FUB-JWH-018
  - FUB-PB-22
  - FUBIMINA
  - Genistein
  - GW-405,833, còn được gọi là 'L-768,242'
  - GW-842,166X
  - Hemopressin
  - Hexahydrocannabinol
  - HU-210
  - HU-243
  - HU-308
  - HU-320
  - HU-331
  - HU-336
  - HU-345
  - HU-910
  - Ibipinabant, còn được gọi là 'SLV319'
  - IDFP
  - JNJ 1661010
  - JTE-907
  - JTE 7-31
  - JWH-007
  - JWH-015
  - JWH-018
  - JWH-019
  - JWH-030
  - JWH-051
  - JWH-073
  - JWH-081
  - JWH-098
  - JWH-116
  - JWH-122
  - JWH-133
  - JWH-139
  - JWH-147
  - JWH-149
  - JWH-161
  - JWH-164
  - JWH-167
  - JWH-175
  - JWH-176
  - JWH-182
  - JWH-184
  - JWH-185
  - JWH-192
  - JWH-193
  - JWH-194
  - JWH-195
  - JWH-196
  - JWH-197
  - JWH-198
  - JWH-199
  - JWH-200
  - JWH-203
  - JWH-210
  - JWH-229
  - JWH-249
  - JWH-250
  - JWH-251
  - JWH-302
  - JWH-307
  - JWH-359
  - JWH-369
  - JWH-370
  - JWH-398
  - JWH-424
  - JZL184
  - JZL195
  - Kaempferol
  - KM-233
  - L-759,633
  - L-759,656
  - LASSBio-881
  - LBP-1
  - Leelamine
  - Levonantradol, còn được gọi là 'CP 50,5561'
  - LH-21
  - LY-320,135
  - LY-2183240
  - MAM-2201
  - MDA-7
  - MDA-19
  - MDA-77
  - MDMB-CHMICA
  - MDMB-CHMINACA
  - MDMB-FUBINACA
  - Menabitan
  - MEPIRAPIM
  - Methanandamide, còn được gọi là 'AM-356'
  - MJ-15
  - MK-9470
  - MMB-2201
  - MN-18
  - MN-25, còn được gọi là 'UR-12'
  - Nabazenil
  - Nabilone
  - Nabitan
  - Naboctate
  - NESS-0327
  - NESS-040C5
  - NIDA-41020
  - NM-2201
  - NMP-7
  - NNE1
  - Nonabine
  - O-224
  - O-581
  - O-585
  - O-606
  - O-689
  - O-774
  - O-806
  - O-823
  - O-889
  - O-1057
  - O-1125
  - O-1184
  - O-1191
  - O-1238
  - O-1248
  - O-1269
  - O-1270
  - O-1376
  - O-1399
  - O-1422
  - O-1601
  - O-1602
  - O-1624
  - O-1656
  - O-1657
  - O-1660
  - O-1812
  - O-1860
  - O-1861
  - O-1871
  - O-1918
  - O-2048
  - O-2050
  - O-2093
  - O-2113
  - O-2220
  - O-2365
  - O-2372
  - O-2373
  - O-2383
  - O-2426
  - O-2484
  - O-2545
  - O-2654
  - O-2694
  - O-2715
  - O-2716
  - O-3223
  - O-3226
  - Oleoylethanolamide, còn được gọi là 'OEA'
  - Olvanil
  - Org 27569
  - Org 27759
  - Org 28312
  - Org 28611
  - Org 29647
  - Otenabant, còn được gọi là 'CP-945,598'
  - Palmitoylethanolamide, còn được gọi là 'PEA'
  - Parahexyl
  - PF-03550096
  - PF-04457845
  - PF-622
  - PF-750
  - PF-3845
  - PF-514273
  - PHOP
  - PipISB
  - Pirnabine
  - Pravadoline
  - Pregnenolone
  - PSB-SB-487
  - PSB-SB-1202
  - PTI-1
  - PTI-2
  - PX-1
  - PX-2
  - PX-3
  - QUCHIC, còn được gọi là 'BB-22'
  - QUPIC, còn được gọi là 'PB-22'
  - RCS-4
  - RCS-8
  - Rimonabant, còn được gọi là 'SR141716'
  - Rosonabant, còn được gọi là 'E-6776'
  - RTI-371
  - S-444,823
  - SDB-006
  - SER-601
  - SPA-229
  - SR-144,528
  - STS-135
  - Surinabant, còn được gọi là 'SR147778'
  - Taranabant, còn được gọi là 'MK-0364'
  - Tedalinab
  - THC-O-acetate
  - THC-O-phosphate
  - THJ-018
  - THJ-2201
  - Tinabinol
  - TM-38837
  - UR-144
  - URB-447
  - URB-447
  - URB-597
  - URB-602
  - URB-754
  - VCHSR
  - VDM-11
  - VSN-16
  - WIN 54,461
  - WIN 55,212-2
  - WIN 56,098
  - XLR-11
  - Yangonin

## Khác
- Harmaline†, alkaloid harmala†, và beta-carboline khác, thành phần hoạt tính trong ayahuasca; MAOI mạnh (có thể phân loại là indol)
- Salvinorin A†
- Salvinorin B methoxymethyl ether†
- Salvinorin B ethoxymethyl ether†
- Piperazine, như pFPP và TFMPP, thường được phân loại là chất kích thích
- Myristicin† và elemicin†
- Cryogenine (Vertine)†
- Atropine†, scopolamine†, và hyoscyamine†
- Ibotenic acid† và muscimol†